# Dalğa Arena
Dalğa Arena – stadion piłkarski w miejscowości Mərdəkan, niedaleko Baku, w Azerbejdżanie. 

## Historia
Został otwarty 6 czerwca 2011 roku. Może pomieścić 6700 widzów. Obiekt był jedną z aren kobiecych Mistrzostw Świata U-17 2012, Mistrzostw Europy U-17 2016 oraz turnieju piłkarskiego na igrzyskach solidarności islamskiej w 2017 roku, odbył się tu również finał Pucharu Azerbejdżanu w sezonie 2011/12 (17 maja 2012 roku: Bakı FK – Neftçi PFK 2:0).